# (25131) Katiemelua
(25131) Katiemelua est un astéroïde de la ceinture principale.

## Description
(25131) Katiemelua est un astéroïde de la ceinture principale. Il fut découvert par le programme OCA-DLR Asteroid Survey (ODAS) le 18 septembre 1998 à Caussols. Il présente une orbite caractérisée par un demi-grand axe de 2,72 UA, une excentricité de 0,156 et une inclinaison de 4,53° par rapport à l'écliptique.
Il fut nommé en hommage à la chanteuse britannique Katie Melua (née en 1984), d'origine géorgienne.

## Compléments